# Controlli
Controlli è un album degli Africa Unite, pubblicato nel 2006.

## Tracce
1. The Cage – 4:27
2. Amantide – 3:23
3. In Nomine – 3:56
4. Bit Crash – 6:35
5. Play Another Game – 4:33
6. Sotto pelle – 4:28
7. Il segreto del numero scomparso – 5:17
8. Beatkilla – 3:03
9. Watch Out – 6:53
10. Vertigine – 3:40
11. Once in a Lifetime – 4:53
12. Vultures – 3:12